# Hans Perting

Hans Perting in seiner Bibliothek (2005)

Hans Perting, Pseudonym von Johannes Fragner-Unterpertinger (* 1963 in Mals in Südtirol, Italien), ist ein Südtiroler Apotheker und Schriftsteller.

## Leben
Perting absolvierte an der Universität Florenz ein Studium der Pharmazie, das er mit der Arbeit „Die pflanzlichen Drogen in der Apotheke der Bundesrepublik Deutschland“ abschloss. Zusätzlich absolvierte er Fachausbildungen in Homöopathie und Bach-Blütentherapie, außerdem ist er zertifizierter AED-Retter und Inhaber der Gerichts-Apotheke in Mals.
Seine literarischen Arbeiten verlegt er zu Teilen in der eigenen Hans-Perting-Buchwerkstatt, welche auch andere Autoren fördert.
Perting ist Vorsitzender des Südtiroler Kulturvereins Der Blaue Kreis, dessen Zweck es ist, über den Provinz-Verlag kulturelle Tätigkeiten auszuüben und zu unterstützen. Seit 2000 ist er im Vorstand des Provinz-Verlages mit Sitz in Brixen, dessen Ziel die Publikation förderungswürdiger Produkte aus Literatur, Kunst und Wissenschaft ist.
Hans Perting ist seit 2010 alleinstehend und Vater dreier Kinder.

## Ehrungen und Auszeichnungen

### Zivilcourage-Preis 2014
Hans Perting hat von der „Ilse Waldthaler Stiftung für Zivilcourage und soziale Verantwortung“ zusammen mit dem Promotorenkomitee „für eine pestizidfreie Gemeinde Mals“ am 24. Mai 2014 in Bozen den Zivilcourage-Preis 2014 erhalten.

## Bibliographie
Hans Pertings literarische Arbeitsgebiete sind: Roman, Erzählung, Novelle, Lyrik. Er ist eingetragen in: „Kürschners Deutscher Literatur Kalender“ (D) und „Deutsches Schriftsteller Lexikon“ (D). Mitglied bei IG-Autoren (A).
- Das Kleine Malser Gartenbuch – Eine Hilfe zum Biologischen Gärtnern. Von Hans Perting et al., erschienen in der Hans-Perting-Buchwerkstatt, Mai 2016.
- Literatur an der Grenze – Anthologie für die Literatur-Tage-Mals-2014 („Freiheit, Fraktionen, Fraktale“), zusammengestellt (und mit vielen eigenen Texten versehen) von Hans Perting, erschienen in der Hans-Perting-Buchwerkstatt, Februar 2014.
- Die GEMEINDE MALS von A bis Z in kleinen Stichworten. Buch und Rückbuch. Provinz Verlag (I), 2012, ISBN 978-88-88118-87-1. (Sachbuch über die Gemeinde Mals und ihre 10 Fraktionen (in Kombination mit dem Sachbuch „Gerichtsapotheke Mals“))
- In der FILADRËSSA 08. Kontexte der Südtiroler Literatur 2012 mit der Heizählung "DER 15. ACHTTAUSENDER". Raetia-Verlag (I), 2012, ISBN 978-88-7283-426-8.
- gläserner hofnarr. Hörbuch. Provinz Verlag (I), 2011, ISBN 978-88-88118-80-2.
- VON ALEPH BIS TAW. Hörbuch. Provinz Verlag (I), 2010, ISBN 978-88-88118-73-4.
- gläserner hofnarr. Lyrik und freie Verse in Zusammenarbeit mit Lara Domeneghetti. Provinz-Verlag, 2010, ISBN 978-88-88118-74-1.
- Von Aleph bis Taw. Erzählung. Provinz-Verlag, 2008, ISBN 978-88-88118-49-9.
- Schlarapfelland. Lyrik. Provinz-Verlag, 2007, ISBN 978-88-88118-48-2.
- DIE GROSSE PROPHEIZEIHUNG der Sau mit sieben Ferkeln. Kurzgeschichte. Hans Perting Buchwerkstatt, 2007.
- KLEINE HOMÖOPATHISCHE HAUSAPOTHEKE. Sachbroschüre über die klassische Homöopathie. 2. erweiterte Auflage. Hans Perting Buchwerkstatt, 2007.
- IN THE SKY OVER SULDEN. englische Version der Erzählung „Im Himmel über Sulden“. Hans Perting Buchwerkstatt, 2007.
- Das maritime Begräbnis der Grosstante Irma. Kurzgeschichte. 2006.
- Die Gerichts-Apotheke Mals. Sachbuch, erweiterte Neuauflage. Hans-Perting-Buchwerkstatt, 2006. (zur Geschichte der europäischen Apotheke und der Geschichte der Apotheke in Mals)
- Im sechsten Arm. Roman. 2005, ISBN 88-88118-25-X.
- Nel cielo sopra solda, il tempo dei sogni verticali. Essay, ital. Übersetzung. Eigenverlag, 2005.
- Im Himmel über Sulden, aus der Zeit der vertikalen Träume. Essay. Eigenverlag, 2004.
- Des Purpurhutes. Roman. 2002, ISBN 88-88118-15-2.
- Der Kranich. Vers- und Prosaerzählung. 2000, ISBN 88-88118-00-4. (Hörbuch-CD, 2004, ISBN 88-88118-20-9)
- Der Feuerbusch. Roman. 2000, ISBN 88-88118-01-2.
- Der Dreipass. Roman. 1999, Eigenverlag.
- Il Palio. Kurzgeschichte. 1998, ISBN 88-88118-04-7.
- Ölbaum und Zypresse. Roman. 1998, ISBN 3-8280-0564-0.
- Drei Schulen und eine Brigade. Roman. 1993, Eigenverlag.

## Buchwerkstatt
In der Hans Perting-Buchwerkstatt sind bisher u. a. folgende Bücher erschienen:
- DIE GERICHTS-APOTHEKE MALS. Buch und Rückbuch. erweiterte Neuauflage. 2012. (in Kombination mit dem Sachbuch über die Gemeinde Mals, Ein Sachbuch zur Geschichte der europäischen Apotheken und der Geschichte der Apotheke in Mals, mit allgemeinen Informationen zur Gesundheit, zu Daten und Diensten der Apotheke)
- DER 15. ACHTTAUSENDER. Heizählung. 1. Auflage. 2011.
- DIE GROSSE PROPHEZEIUNG DER SAU MIT SIEBEN FERKELN. heitere Erzählung. Hans-Perting-Buchwerkstatt, 2010.
- Lyrik - Landschaft - Laute. Lyrikanthologie zu den "Kulturlandschaftstagen 2009"
- Prosa-Anthologie. Anthologie zu den "Prosatagen Mals 2008"
- Lyrikanthologie. Lyrikanthologie zu den "Lyriktagen Mals 2006"
- Sandra Stigger: rabentochter, gedichte. 2005.
- Kathrin Mayr: Atemlos. 2004.
- Claudio Bortoluzzi Farinar: EINE FLASCHENPOST IM MEER. 2004.
- Claudio Bortoluzzi Farinar: KREISE IM WASSER. 2003.

## Filmographie
- 2013: DER KRANICH, Kurzfilm-Exposés - Produktion, gemeinsam mit Riccardo T. Castano und Christian Göran, Filmemacher aus Glurns/Stockholm, (HörFilm, neues Genre)